# Willard Katsande
Willard Katsande, né le 15 janvier 1986 à Mutoko au Zimbabwe, est un footballeur international zimbabwéen, qui évolue au poste de milieu de terrain. 

## Biographie

### Carrière en club
Willard Katsande est acquis par l'Ajax Cape Town durant l'été 2010 qui vient du club zimbabwéen des Gunners FC, après avoir laissé une bonne impression par sa performance plus tôt avec les Gunners durant les éliminatoires de la Ligue des champions de la CAF.
Il fait ses débuts professionnels en ABSA Premiership avec l'Ajax, le 12 décembre 2010 lors d'une victoire de 2-0 contre le Mpumalanga Black Aces.
Le 15 août 2011, il rejoint les Kaizer Chiefs, après l'entraîneur Bobby Motaung a vu sa performance, alors qu'il assistait au match amical entre le Zimbabwe et la Zambie. Il fait ses débuts le 10 septembre 2011 lors la finale du MTN 8 contre Orlando Pirates. Il entre à la 81e minute de la rencontre, à la place de Siphiwe Tshabalala.
Durant l'été 2016, le club de Ligue 1 le SC Bastia, a observé le milieu de terrain des Kaizer Chiefs, et son contrat expire à la fin de la saison. Le 24 juillet 2016, il acquit la nationalité sud-africaine, et vit dans le pays depuis six ans.
Avec les clubs des Gunners FC et des Kaizer Chiefs, Willard Katsande dispute 12 matchs en Ligue des champions.

### Carrière internationale
Willard Katsande compte 21 sélections et 3 buts avec l'équipe du Zimbabwe depuis 2009. Il est actuellement le capitaine de la sélection zimbabwéenne.
Il est convoqué pour la première fois en équipe du Zimbabwe par le sélectionneur national Sunday Chidzambwa, pour un match amical contre le Bahreïn le 23 mars 2009. Le match se solde par une défaite 5-2 des Zimbabwéens.
Le 10 août 2011, il inscrit son premier but en sélection contre la Zambie, lors d'un match amical. Le match se solde par une victoire 2-0 des Zimbabwéens.

## Palmarès
- Avec les Gunners FC
  - Champion du Zimbabwe en 2009

- Avec les Kaizer Chiefs
  - Champion d'Afrique du Sud en 2013 et 2015
  - Vainqueur de la Coupe d'Afrique du Sud en 2013

## Statistiques

### Buts en sélection
Le tableau suivant liste tous les buts inscrits par Willard Katsande avec l'équipe du Zimbabwe.

## liens externes
- Ressources relatives au sport :   - FBref
  - FootballDatabase
  - Kicker
  - National Football Teams
  - Soccerway
  - Transfermarkt